# 今井美穂
今井 美穂（いまい みほ、1989年12月9日 - ） は、日本のラジオパーソナリティ、モデル、ローカルタレント。
新潟県見附市出身。

## 経歴
新潟県見附市に今井家の長女として生まれる。身長は小学校5年生で急激に伸び、関節の成長痛に悩まされる。見附市立西中学校卒業。新潟県立長岡商業高等学校卒業後、会社員となる。
2010年2月21日「第61回十日町雪まつり」で「第29代ミス十日町雪まつり」に選ばれ、1年間観光親善大使を務める。2010年8月に勤務する会社を退社。2010年9月したみちオフィス入社モデルとして再出発。
2013年7月より新潟県元気大使を務める。
2016年11月1日、ラジオパーソナリティの千葉暢彦との婚約を発表。
2017年5月1日、したみちオフィス株式会社を退社しフリーランスとして活動を始める。

## 出演

### テレビ
- 新潟ジョシ部 BSN新潟放送 メインMC。毎週火曜日 23:56 - 24:16
- 水曜見ナイト  BSN新潟放送 毎週水曜日 19:00 - 19:55

### ラジオ
- ATTK SHOW エフエムラジオ新潟 毎週月曜日 11:30 - 11:55（2017年4月3日 - ）
- Smile Crew エフエムラジオ新潟 毎週金曜日15:00 - 15:55 （2017年3月31日で放送終了）
- 長岡造形大学 presents新海先生の教えてデザイン！ 毎週水曜日、木曜日 22:55 - 23:00(放送終了)
- 新潟市健康スタイル FM KENTO 最終土曜日 11:00 - 12:00（2018年9月29日[7] - 2019年2月23日[8]）
- 工藤淳之介 3時のカルテット（BSNラジオ）（2019年9月 - 2021年3月）

### CM
- KIRARI新潟美人  第１弾日本酒イメージモデル
- 三宝　五目うま煮めん, ニラレバ
- ジョイフィット新潟桜木インター イメージモデル/(2016年2月〜2018年1月)

- くるまるイメージモデル

- ダイハツ新潟モータース イメージモデル

(2016年4月〜2018年3月)
- 自転車販売スマートファクトリーイメージモデル

## 出版
- 今井美穂写真集「いまいのいまNIIGATA」（2012年12月1日、第一印刷所）ISBN 9784990331283 [9]

- 日めくりカレンダー『毎日にいがた産いまい日和』(2016年10月第一印刷所より発売)